# Саймс, Дмитрий
Дми́трий Саймс (англ. Dimitri K. Simes; при рождении — Дми́трий Константи́нович Си́мис; род. 29 октября 1947, Москва) — российско-американский политолог и историк. Бывший президент Центра национальных интересов (Вашингтон, США). Издатель и Chief Executive Officer американского журнала The National Interest («Национальный интерес»).
Ведущий общественно-политического ток-шоу «Большая игра» на «Первом канале» с 2018 года.

## Происхождение
Дмитрий Симис (Саймс) родился 29 октября 1947 года в Москве. Отец — Константин Михайлович Симис (1919—2006), советский правовед и правозащитник, сотрудник радио «Свобода». Мать — адвокат Дина Исааковна Каминская (1919—2006), советский правозащитник.
Его дед по материнской линии (отец Дины Каминской) был членом партии эсеров, потом кадетом, а в 1930-е годы (вплоть до осени 1937 года), будучи беспартийным, возглавлял один из крупнейших советских банков — Промышленный банк СССР, в 1950-е годы называл советскую власть «шайкой»; оба родителя Дины Каминской «происходили из бедных еврейских провинциальных семей».

## В СССР
По окончании московской средней школы Дмитрий в течение года работал научно-техническим сотрудником в Государственном историческом музее, затем поступил на дневное отделение исторического факультета МГУ, откуда со второго курса вынужден был перейти на заочное отделение, после того как вступил в опасную полемику с преподавателем истории КПСС относительно оценки ленинских трудов. Одновременно Дмитрий Симис устроился на работу в Фундаментальную библиотеку общественных наук Академии наук СССР (ныне — Институт научной информации по общественным наукам Российской академии наук (ИНИОН РАН)).
Продолжив заочное обучение на историческом факультете МГУ, заинтересовавшись антропологией, в 1966 году поступил на дневное отделение биолого-почвенного факультета МГУ.
В январе 1967 года был отчислен с дневного отделения биолого-почвенного факультета за «антисоветские высказывания» на молодёжном диспуте, посвящённом осуждению войны США во Вьетнаме.
В 1967—1973 гг. — научно-технический, а затем младший научный сотрудник Института мировой экономики и международных отношений (ИМЭМО), где был заместителем секретаря комитета комсомола и получил премию за лучший проект среди молодых учёных.

## Эмиграция в США
В январе 1973 года, в возрасте двадцати пяти лет, эмигрировал с женой в США (Дина Каминская и Константин Симис продолжали проживать в СССР до 1977 года).
Был принят на работу научным сотрудником в Центр стратегических и международных исследований (англ. Center for Strategic and International Studies). Руководил Центром по российским и евроазиатским программам в Фонде Карнеги, был профессором при Университете Джонса Хопкинса, Колумбийском университете и Калифорнийском университетe в Беркли. В 1978 году — директор отдела исследований СССР Центра по изучению стратегических и международных вопросов Джорджтаунского университета, одновременно — внештатный корреспондент радио «Свобода» в Вашингтоне (работал под псевдонимом).
Был неофициальным советником по вопросам внешней политики экс-президента США Ричарда Никсона.
Никсоном был назначен руководителем Центра национальных интересов (Вашингтон, США; ранее — Никсоновский центр). Возглавлял Центр с 1994 года до 31 декабря 2022 года. По данным «Политико», сотрудники центра сообщали, что Саймс ведёт передачу на российском гостелевидении, а также, что его высказывания приобретали «все более пророссийский характер».
Саймс является издателем и Chief Executive Officer американского журнала The National Interest («Национальный интерес»).
Саймс более 100 раз упоминался в Докладе Мюллера.
В июне 2022 года Саймс участвовал в переговорах российского посла в США Антонова с американским дипломатом Халилзадом.

## Деятельность в России с 2018 года и политические взгляды
Принимает участие в качестве эксперта в российских политических телевизионных передачах и печатных изданиях, где его представляют в качестве «американского политолога».
С 3 сентября 2018 года вместе с Вячеславом Никоновым ведёт общественно-политическое ток-шоу «Большая игра» на «Первом канале» российского телевидения. По сообщениям СМИ, в 2022 году получил российское гражданство. C 9 января 2023 года — постоянный ведущий выпуска в 22:45. Саймс позиционирует себя как реалист в международных отношениях, продвигающий российско-американское сотрудничество.
Позднее, по мнению старшего сотрудника Атлантического совета Эдриана Каратницкого и издания Politico, принял полностью пропутинскую позицию российской пропаганды.
В январе 2023 года Саймс, поясняя свои «личные симпатии» по украинскому вопросу («когда я на эмоциональном уровне воспринимаю ситуацию, для меня они [украинская элита] — украинские сепаратисты»), говорил, что один его дед родился в Одессе, «сражался и был казнён ЧК, большевиками, потому что он выступал за единую и неделимую», но призывал не занимать такого рода позицию в «практической политике российского государства», поясняя, что «всё-таки мне кажется, что очень тут нам важно различать наши эмоции и наши возможности».
В 2023 году был модератором форума ПМЭФ.

## Уголовное преследование в США
В середине августа 2024 года сотрудники Федерального бюро расследований (ФБР) провели обыски в поместье Patria в Хантли (Huntly, штат Виргиния), купленном Саймсом в 2021 году за 1,63 млн. долл..
5 сентября того же года Министерство юстиции США сообщило о выдвижении обвинений Саймсу и его супруге Анастасии в нарушении санкций США и отмывании денег, полученных в нарушение санкций. По данным обвинения, супруги участвовали в схеме по обходу санкций в интересах «Первого канала», получив от него более 1 млн. долларов, автомобиль, водителя, квартиру в Москве и команду из десяти сотрудников. По данным следствия, супруга Саймса участвовала в схеме по обходу санкций в интересах российского бизнесмена Александра Удодова. В интересах предпринимателя она покупала произведения искусства и антиквариат в галереях и аукционных домах в США и Европе, а затем отправляла их в свою резиденцию где они хранились для дальнейшей отправки в Россию, при этом Анастасия Саймс получала вознаграждение за свои услуги.

## Семья
Был женат на Наталье Юрьевне Тимофеевой.
В настоящее время женат. Супруга — Анастасия Рюрикова-Саймс (англ. Anastasia Ryurikov Simes), художница. Сын Дмитрий, хорошо говорит по-русски.
Тесть — Дмитрий Рюриков, советский и российский дипломат.

## Награды
- Премия Правительства Российской Федерации в области средств массовой информации (25 декабря 2023 года) — за освещение и анализ событий в зоне специальной военной операции и горячих точках планеты[35].